# 핫세촌
핫세촌(일본어: 初声村)은 일본 가나가와현 미우라군에 존재했던 촌이다. 현재의 미우라시 북서부에 해당한다.

## 역사
- 1889년 4월 1일 - 정촌제 시행에 의해 미우라군 핫세촌이 성립하였다.
- 1955년 4월 1일 - 미우라군 미사키정, 미나미시타우라정과 합병, 시로 승격해 미우라시가 성립하였다.

## 교통

### 철도
- 게이힌 급행 전철
  - 게이큐 구리하마선

### 도로
- 국도 제134호선

## 참고 문헌
- 角川日本地名大辞典編纂委員会,『角川日本地名大辞典 神奈川県』1984, 角川書店